# Castelluccio Valmaggiore
Castelluccio Valmaggiore là một đô thị thuộc tỉnh Foggia trong vùng des Puglia của Ý. Đô thị này có diện tích 26 km², dân số 1469 người.
Đô thị này giáp với các đô thị sau: Biccari, Celle di San Vito, Troia.